# Габерово (Бургаська область)
Га́берово (болг. Габерово) — село в Бургаській області Болгарії. Входить до складу громади Поморіє.

## Населення
За даними перепису населення 2011 року у селі проживали 555 осіб, з них 517 осіб (99,0%) — турки.
Розподіл населення за віком у 2011 році:
Динаміка населення: